# Karen Poniachik

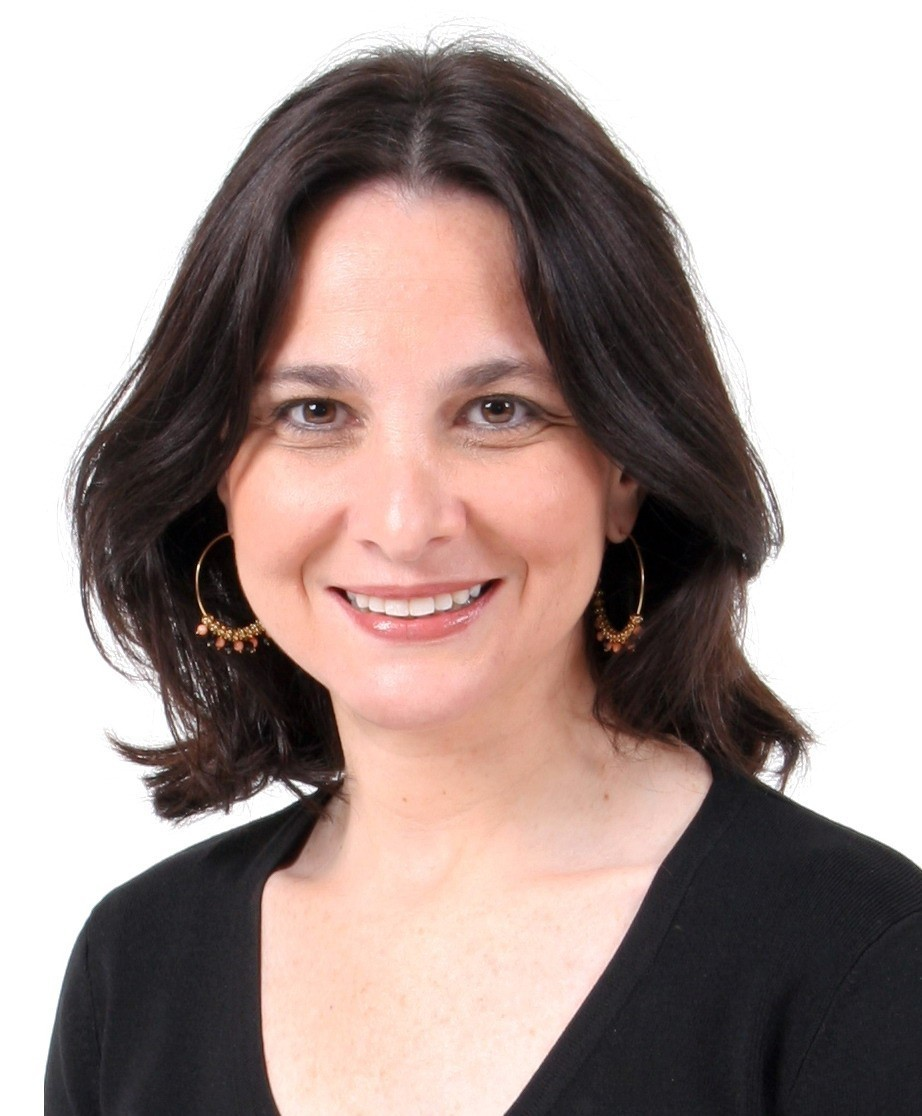
Poniachik năm 2007

Karen Paulina Poniachik Pollak (20 tháng 4 năm 1965 - 12 tháng 10 năm 2022) là một nhà báo, nhà tư vấn và chính trị gia người Chile. Bà từng là Bộ trưởng Bộ Khai thác và Năng lượng trong chính phủ đầu tiên của Tổng thống Michelle Bachelet.
Poniachik được sinh ra ở Santiago. Ông bà của cô là người Do Thái đến Chile từ Romania và Ba Lan để thoát khỏi cuộc bao vây của Đức Quốc xã bắt đầu cảm thấy mạnh mẽ ở châu Âu vào đầu những năm 1930. Một lần ở đất nước Nam Mỹ dành cho các hoạt động thương mại và công nghiệp. Cha của Poniachik là một doanh nhân năng động, người đã trải qua nhiều hoạt động khác nhau, như lĩnh vực công nghiệp, dệt may và tài chính. Mẹ cô là một bà nội trợ, sau khi có bốn đứa con, học luật.
Cô sống cùng gia đình ở thủ đô Chile cho đến khi Hiệp hội phổ biến cánh tả lên nắm quyền (1970), khi họ quyết định di cư sang Hoa Kỳ. Họ trở về nhà ngay trước cuộc đảo chính tháng 9 năm 1973.
Bà qua đời ngày 12 tháng 10 năm 2022, hưởng dương 57 tuổi.